# Sân vận động BBVA (Monterrey)
Sân vận động BBVA (tiếng Tây Ban Nha: Estadio BBVA), biệt danh "El Gigante de Acero" (tiếng Tây Ban Nha có nghĩa là "Người khổng lồ thép"), và trước đây được gọi là Sân vận động BBVA Bancomer, là một sân vận động được phát triển bởi FEMSA và C.F. Monterrey ở Guadalupe, Đại Monterrey. Sân vận động đã thay thế Sân vận động Tecnológico thành sân nhà của Monterrey, kết thúc 63 năm tổ chức các trận đấu trên sân nhà tại sân vận động đó. Dự án đã vấp phải nhiều tranh cãi, xuất phát từ nhiều cáo buộc về việc xây dựng như một trở ngại rõ ràng đối với sự phát triển của động vật hoang dã trên quy mô địa phương.Bản mẫu:Why Sân được khánh thành vào ngày 2 tháng 8 năm 2015 với giải đấu Cúp Eusébio lần thứ tám, nơi Monterrey đánh bại Benfica 3–0.

## Thiết kế
Sân vận động được thiết kế bởi công ty kiến trúc đa quốc gia Populous cùng với công ty VFO của Mexico. David Lizarraga ở Populous từng là kiến trúc sư chính của dự án. Việc xây dựng bắt đầu vào tháng 8 năm 2011 và hoàn thành vào tháng 7 năm 2015.
Sân vận động được khánh thành vào năm 2015 với sức chứa 51.000 người, trở thành sân vận động lớn thứ tư ở Mexico. Được xây dựng với chi phí 200 triệu đô la Mỹ, đây là sân vận động đắt nhất ở México vào thời điểm xây dựng. Các chủ sở hữu sớm bổ sung thêm chỗ ngồi, mở rộng sức chứa lên 53.500 vào năm 2016. Sân có mặt sân cỏ, các dãy phòng điều hành, một nhà hàng theo chủ đề câu lạc bộ, một sảnh câu lạc bộ, và thiết kế bên trong và bên ngoài cao cấp. Độ nghiêng của khán đài là 34 độ và khoảng cách giữa sân và ghế ngồi là mức tối thiểu được FIFA cho phép, mang lại sự gần gũi cho các trận đấu.
Sân vận động BBVA đã nhận được chứng nhận bạc từ Lãnh đạo về Thiết kế Năng lượng và Môi trường cho thiết kế bền vững của sân. Đây là sân vận động bóng đá đầu tiên ở Bắc Mỹ được chứng nhận.
| Kích thước         | Kích thước |
| ------------------ | ---------- |
| Chiều dài          | 277 m      |
| Chiều rộng         | 232 m      |
| Chiều cao phía bắc | 46 m       |
| Chiều cao phía nam | 32 m       |
| Chu vi             | 800 m      |

## Khu vực thấm nước
Hơn một phần ba tổng diện tích đất là các khu cây xanh. Tỷ trọng này vượt quá quy định hiện hành. Những mảng xanh này được sử dụng để lọc nước mưa, góp phần bổ sung nguồn nước cho các tầng chứa nước. Các bãi đậu xe được phân bổ đều xung quanh sân vận động, bao gồm cả những khu vực cây cối rậm rạp để đạt được sự hòa nhập với Công viên Sinh thái. Các khu vực này được chia thành các khu, được tích hợp vào cảnh quan và địa hình. Ranh giới phía bắc tới Rio La Silla là một khu vực đường mòn nhiều cây cối kết nối sân vận động với Công viên Sinh thái Mới. Công viên sinh thái và bãi đậu xe này cũng là những mảng xanh, có thiết kế cảnh quan hòa hợp với môi trường xung quanh, chỉ có cây xanh và thực vật của khu vực để dễ bảo tồn và thích ứng với môi trường.

## Buổi hòa nhạc
Ca sĩ Justin Bieber đã biểu diễn tại sân vận động vào ngày 15 tháng 2 năm 2017 trong khuôn khổ chuyến lưu diễn Purpose World Tour của anh. Hơn 51.000 người đã tham dự buổi hòa nhạc.